# 치둥시
치둥시(한국어: 계동시, 중국어: 启东市, 병음: Qǐdōng Shì)는 중화인민공화국 장쑤성 난퉁 시의 현급시이다. 상하이 북쪽의 장강 하구에 위치한다. 넓이는 1191km2이고, 인구는 2007년 기준으로 1,120,000명이다.

## 역사
1989년 11월에 치둥 현이 폐지되고 치둥 시가 세워졌다.

## 지리
치둥 시는 중국의 동쪽 해안에 위치하며, 장강(양쯔강), 동해, 황해의 세 물길이 만나는 곳에 자리를 잡고 있다. 강 맞은 편으로는 상하이와 마주하며, 하이먼 시가 그 북쪽으로 자리를 잡고 있다.
이 도시는 양쯔강의 퇴적된 모래로 만들어졌다. 청나라 초기, 많은 토사 섬이 생겨나 섬으로 점점 통합되었다. 이것이 시간이 갈수록 커져서 현재의 치둥시가 되었다. 지금도 여전히 해안선은 확장 중에 있다. 치둥 시 치룽 향은 충밍섬에 있어 상하이와 강이 아닌 육지에서 경계가 접하게 된다.

### 기후
치둥 시는 아열대성 기후를 가지고 있고, 사계절이 뚜렷하다. 봄은 3월에 시작하는데, 가장 아름다운 계절이 된다. 6월에는 소나기가 내려서 초여름이 온 것을 알려준다. 가을 보통 햇볕이 많고 건조하며, 11월에는 잎이 지기 시작한다. 겨울은 평균 기온 0 °C 정도로 쾌적한 편은 못된다. 연평균 강수량은 1,000mm이며, 일조시간은 연간 2,000 시간을 넘는다. 그리고 서리가 내리지 않는 시간은 연평균 200일 이상이 된다.
| Qidong, Jiangsu (1981–2010 normals)의 기후 | Qidong, Jiangsu (1981–2010 normals)의 기후 | Qidong, Jiangsu (1981–2010 normals)의 기후 | Qidong, Jiangsu (1981–2010 normals)의 기후 | Qidong, Jiangsu (1981–2010 normals)의 기후 | Qidong, Jiangsu (1981–2010 normals)의 기후 | Qidong, Jiangsu (1981–2010 normals)의 기후 | Qidong, Jiangsu (1981–2010 normals)의 기후 | Qidong, Jiangsu (1981–2010 normals)의 기후 | Qidong, Jiangsu (1981–2010 normals)의 기후 | Qidong, Jiangsu (1981–2010 normals)의 기후 | Qidong, Jiangsu (1981–2010 normals)의 기후 | Qidong, Jiangsu (1981–2010 normals)의 기후 | Qidong, Jiangsu (1981–2010 normals)의 기후 |
| 월                                         | 1월                                        | 2월                                        | 3월                                        | 4월                                        | 5월                                        | 6월                                        | 7월                                        | 8월                                        | 9월                                        | 10월                                       | 11월                                       | 12월                                       | 연간                                       |
| ------------------------------------------ | ------------------------------------------ | ------------------------------------------ | ------------------------------------------ | ------------------------------------------ | ------------------------------------------ | ------------------------------------------ | ------------------------------------------ | ------------------------------------------ | ------------------------------------------ | ------------------------------------------ | ------------------------------------------ | ------------------------------------------ | ------------------------------------------ |
| 일평균 최고 기온 °C (°F)                   | 7.5 (45.5)                                 | 8.9 (48.0)                                 | 12.6 (54.7)                                | 18.2 (64.8)                                | 23.7 (74.7)                                | 26.9 (80.4)                                | 31.0 (87.8)                                | 30.7 (87.3)                                | 27.1 (80.8)                                | 22.5 (72.5)                                | 16.7 (62.1)                                | 10.4 (50.7)                                | 19.7 (67.4)                                |
| 일일 평균 기온 °C (°F)                     | 3.4 (38.1)                                 | 4.8 (40.6)                                 | 8.4 (47.1)                                 | 13.6 (56.5)                                | 19.0 (66.2)                                | 23.1 (73.6)                                | 27.3 (81.1)                                | 27.1 (80.8)                                | 23.2 (73.8)                                | 18.0 (64.4)                                | 12.1 (53.8)                                | 5.9 (42.6)                                 | 15.5 (59.9)                                |
| 일평균 최저 기온 °C (°F)                   | 0.3 (32.5)                                 | 1.6 (34.9)                                 | 4.9 (40.8)                                 | 9.7 (49.5)                                 | 15.2 (59.4)                                | 20.0 (68.0)                                | 24.4 (75.9)                                | 24.3 (75.7)                                | 20.0 (68.0)                                | 14.1 (57.4)                                | 8.3 (46.9)                                 | 2.3 (36.1)                                 | 12.1 (53.8)                                |
| 평균 강수량 mm (인치)                      | 56.1 (2.21)                                | 51.9 (2.04)                                | 81.4 (3.20)                                | 78.3 (3.08)                                | 83.9 (3.30)                                | 172.8 (6.80)                               | 158.0 (6.22)                               | 175.5 (6.91)                               | 108.3 (4.26)                               | 55.6 (2.19)                                | 54.4 (2.14)                                | 35.7 (1.41)                                | 1,111.9 (43.76)                            |
| 평균 상대 습도 (%)                         | 78                                         | 79                                         | 80                                         | 80                                         | 80                                         | 84                                         | 85                                         | 85                                         | 83                                         | 78                                         | 78                                         | 76                                         | 81                                         |
| 출처: China Meteorological Administration  |                                            |                                            |                                            |                                            |                                            |                                            |                                            |                                            |                                            |                                            |                                            |                                            |                                            |

## 언어
뤼시강 진(呂四港鎮) 사람들은 뤼시화(吕四话) 또는 퉁둥화(通东话)로 알려진 다른 방언을 사용하고 그 외의 주민들은 대부분 치둥화(启东话)를 사용한다. 두 방언은 상당히 달라서 상호 이해가 불가능하다. 대부분의 경제적, 교육적, 정치적 활동이 시의 중심인 후이룽 진(匯龍鎮)에서 이루어지기 때문에 치둥화가 널리 보급되어있다. 뤼시의 많은 주민들은 치둥화를 이해하고 말하기 위해 배우고 있다.
치둥화는 우어의 방언이다. 어떤 사람들은 또다른 우어의 방언인 상하이어와 유사하다고 여긴다. 이곳의 언어는 상하이 관할 하의 충밍섬에서 사용되는 언어와 거의 같다.
두 방언 모두 북부 우어에 속한다. 그러나 두 곳의 문화적 차이 때문에 어휘에서 상호 이해 불가능한 용법이 여전히 존재한다.

## 교육
후이룽 진에 위치한 치둥 고등학교는 소위 "특수반"을 통해 높은 명성을 얻고 있다. 특수반의 학생들은 국가 수학, 물리학, 회학 대회에서 많은 상을 수상하였고 상당 수가 칭화 대, 베이징 대와 같은 유명 대학에 진학한다.

## 행정 구역
11개 진, 1개 향을 관할한다.
- 진: 汇龙镇, 南阳镇, 北新镇, 王鲍镇, 合作镇, 吕四港镇, 海复镇, 近海镇, 寅阳镇, 惠萍镇, 东海镇.
- 향: 치룽 향(启隆乡).

## 산업
2006년 말 KFC와 맥도날드가 각각 치둥에 자리를 잡았다. 이 두개의 다국적 기업이 중국의 현급 도시에 자리를 잡는 것은 특이하게 여겨졌다.
치둥은 매년 5월 말 해산물 축제와 교역을 개최한다.
200~300 마일에 이르는 닝치 고속도로의 건설로 난징과 치둥을 연결되었다.

## 자매 도시
- 대한민국 거제시